# Джонкове вітрило

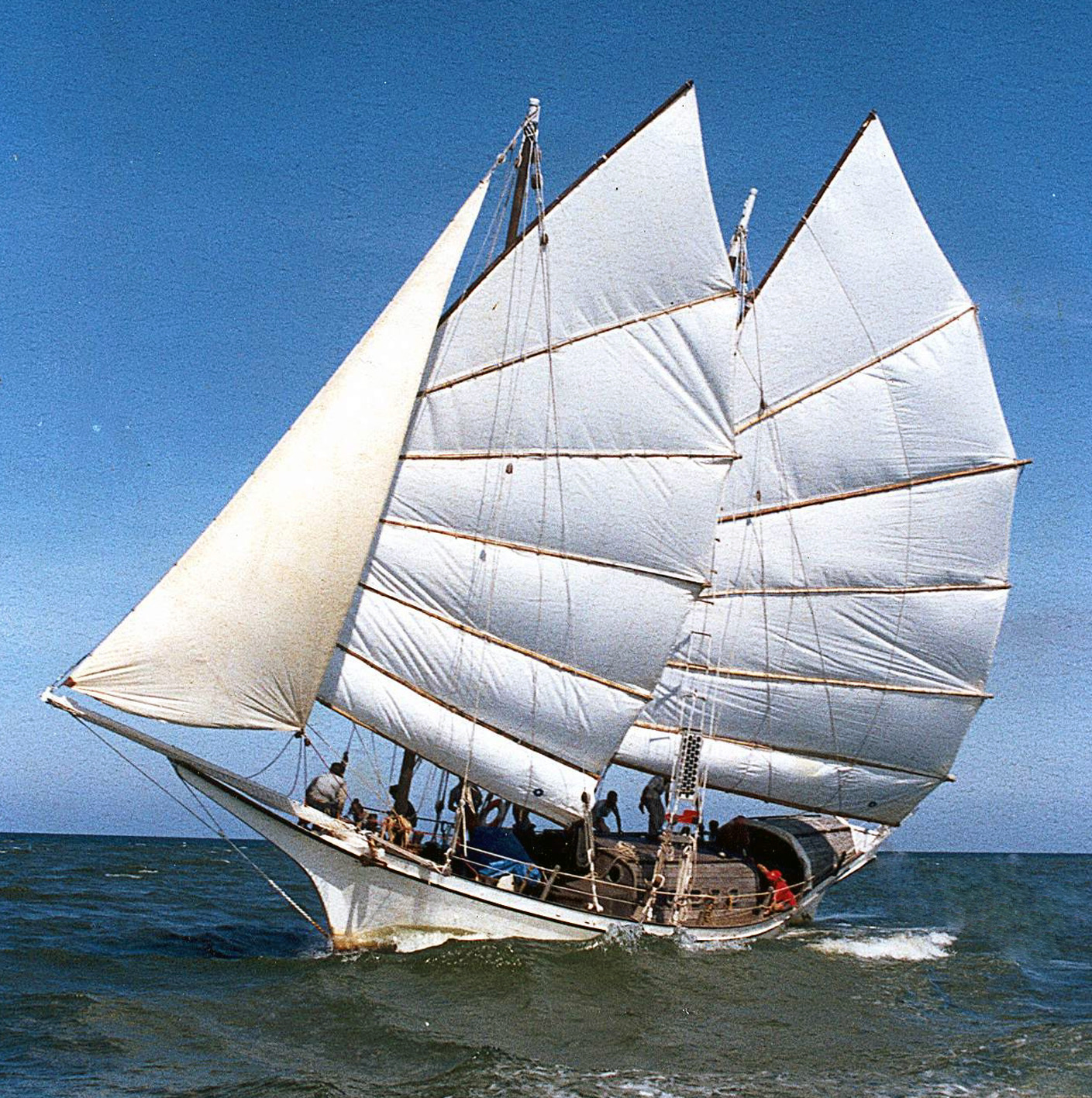
Бедар (корабель) — шхуна з джонковими вітрилами

Джонкове вітрило — різновид чотирикутного косого вітрила, посиленого по ширині жорсткими латами. Отримало назву завдяки застосуванню на джонках, але використовується і на інших типах вітрильних суден.

## Типи суден

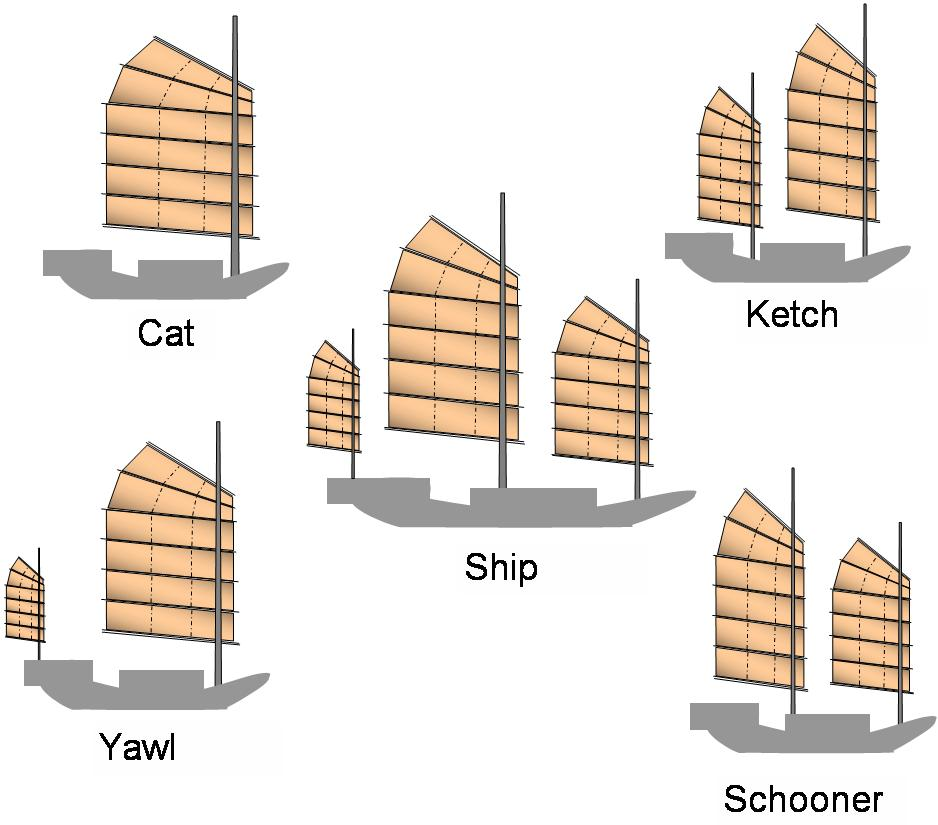
Сучасні варіанти джонкового вітрила використовують такі типи вітрильного оснащення, як кет, кеч, фрегат, йол, шхуна.

- Джонка — традиційне китайське і японське вітрильне судно для плавання по річках і поблизу морського узбережжя.
- Каско[en] — плоскодонна баржа, використовувалася тагалами на річці Пасіг і в бухті Маніла.
- Тонгканг[en] — легкий човен, використовувався на початку XIX ст. для перевезення вантажів по річках.
- Джонг — попередник китайської джонки, мав загострені ніс і корму, іноді споряджався бушпритом і бліндом.
- Бедар[en] — малайське судно.
- Малайський пінас[en] — малайський корабель, первісно мав оснащення шхуни, але з XX століття використовує джонкові вітрила[2].

## Будова
Порівняно з багатьма іншими типами вітрил, джонкове не вимагає дорогих і високоміцних матеріалів. Для полотнищ застосовується легке полотно, брезент, тканина типу Dacron від старих вітрил. Для такелажу — виті тристрендеві троси (на відміну від потрібних при інших типах озброєння плетених з подвійними осердями).

### Елементи вітрила
Кути джонкового вітрила йменуються аналогічно кутам гафельного: верхній передній кут називається нок-бензельним, верхній задній — верхнім галсовим, нижній передній — нижнім галсовим, нижній задній — шкотовим. Окрім кутів, у джонковому вітрилі виділяють верхню, нижню, задню і передню шкаторини.
Від передньої до задньої шкаторини проходять кілька лат — у вигляді закріплених на рівній відстані один від одного рейків. Повністю армоване латами вітрило стійке при підйомі і рифуванні, що робить його зручним крейсерським вітрилом. Хоча лати роблять вітрило плоским, що погіршує тягу на легких і помірних вітрах, це зручно для плавання в умовах пасатів.
На латах кріпляться сегарси, що являють собою відрізки троса, якими вітрило фіксується до щогли.

### Рангоут

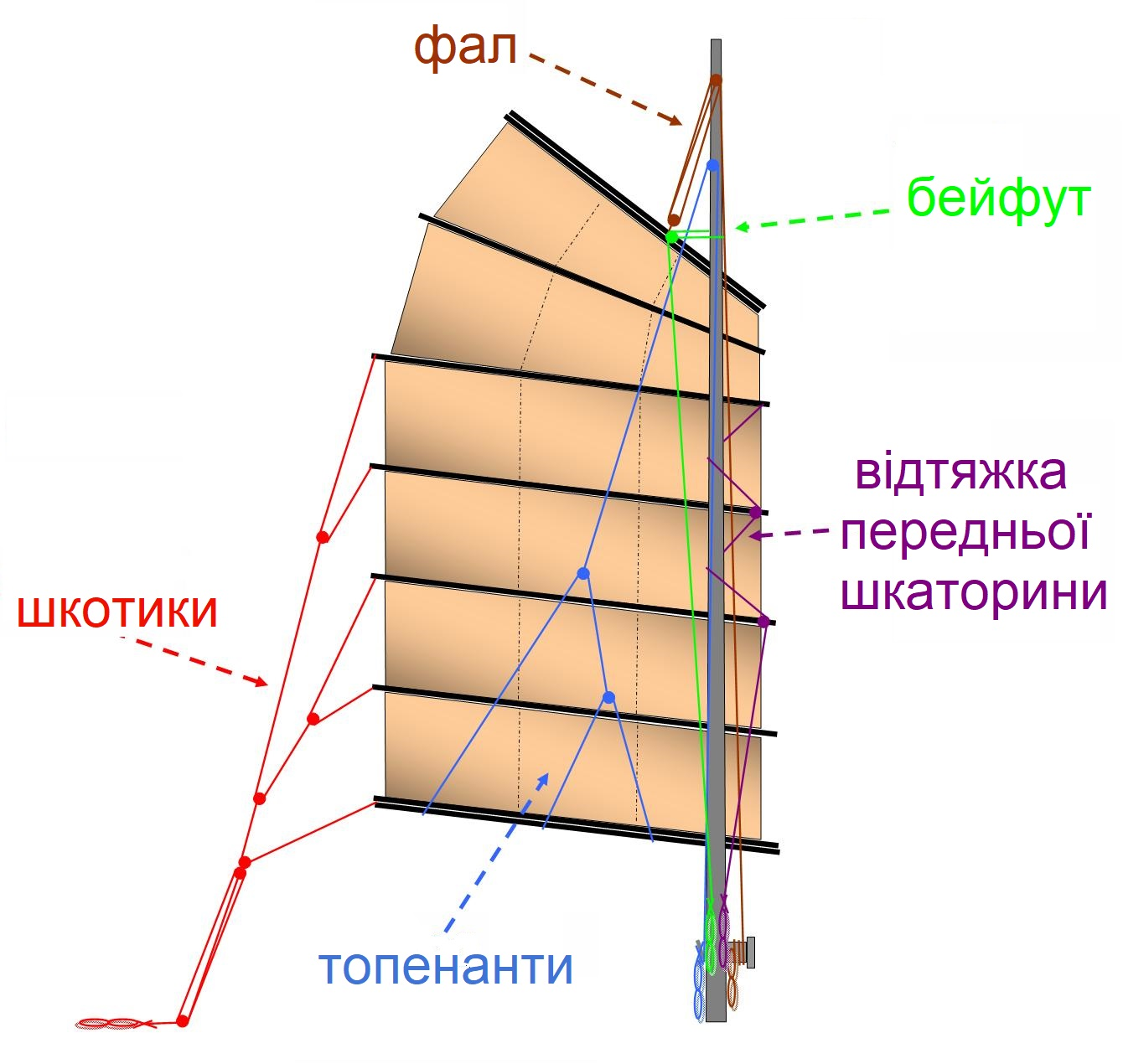
Рухомий такелаж джонкового вітрила: фал, топенант, бейфут, відтяжка передньої шкаторини, шкотики. Не показані нірали реї, лат і гіка, а також галс і сегарси лат.

Рея або рейок джонкового вітрила — похиле рангоутне дерево, до якої кріпиться верхня шкаторина. Підіймається фалом.
Гік — рангоутне дерево, до якого кріпиться нижня шкаторина. На відміну від гіка гафельного чи бермудського вітрила, не впирається переднім кінцем щоглу, а виступає перед нею.

### Такелаж

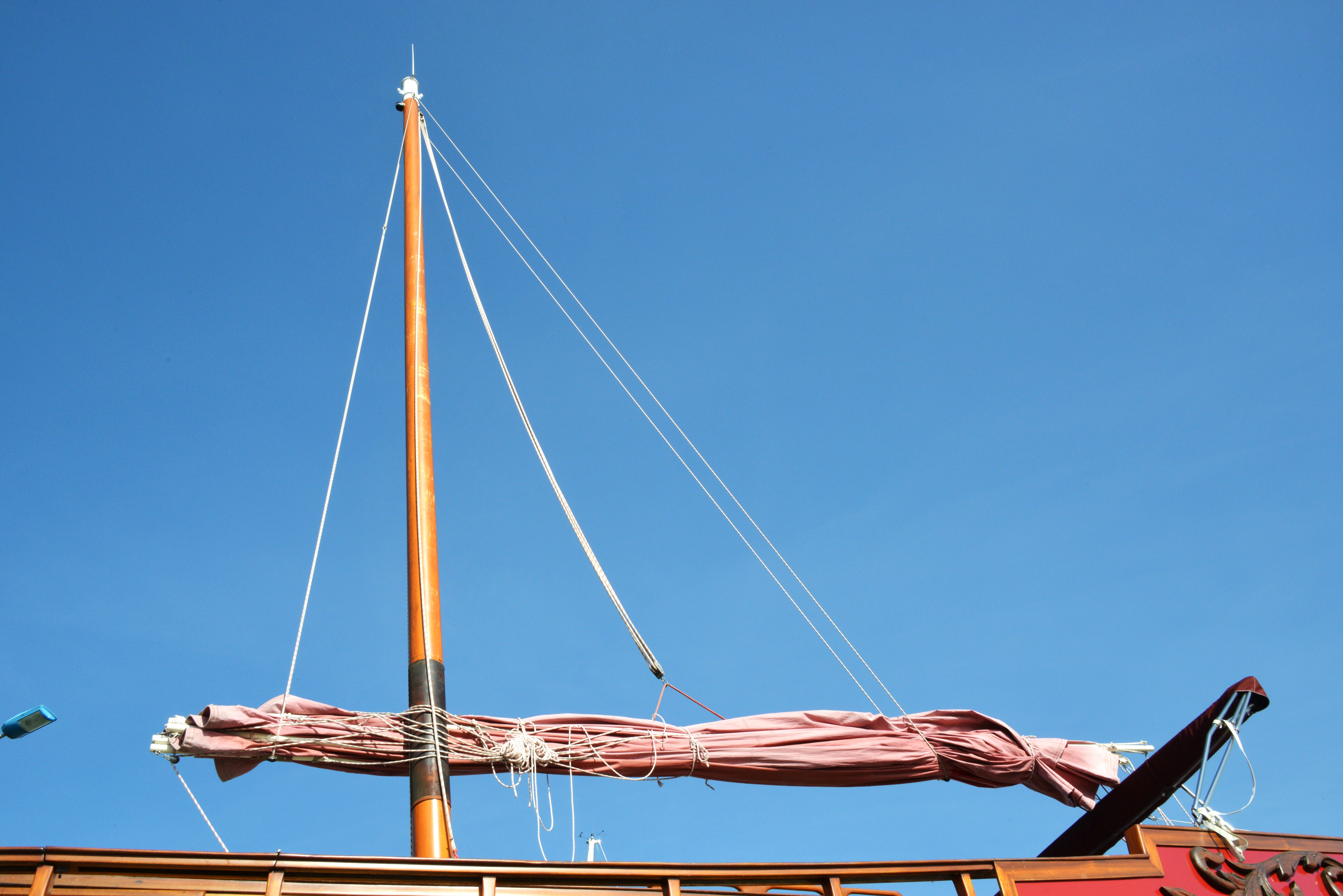
Прибране вітрило. Видно фал, топенанти і сегарси лат.

Рухомий такелаж джонкового вітрила можна поділити на дві групи: снасті для тяги догори і для тяги донизу. Вибирання снасті однієї групи неминуче викликає опір снасті іншої, тому перед вибиранням снасть-антагоніст попередньо травлять.
Снасті, що тягнуть догори:
- Фал — снасть, якою підіймають рею з вітрилом. Кріпиться посередині реї, проходить через нерухомий блок на щоглі і спускається на палубу. Для полегшення підйому часто застосовуються талі.
- Топенанти — снасті, що утримують гік і прибране (тобто непідняте) вітрило. Також служать для утримування вітрила під час рифування і опускання реї.

Снасті, що тягуть донизу:
- Бейфут (англ. yard hauling parrel) — снасть, що утримує рею біля щогли. Кріпиться до реї, огинає щоглу, спускається на палубу.
- Відтяжка передньої шкаторини (luff hauling parrel) — снасть, що тягне дозаду передню шкаторину. Пришнуровується до передніх кінців лат і до щогли.
- Нірал — снасть, що допомагає опускати рею після витравлення фала.
- Нірал лат — снасть, що кріпиться до лат і допомагає ніралу реї.
- Галс (tack line) — снасть, що утримує передній нижній кут вітрила. Йде від переднього нока гіка до палуби.
- Шкотики (sheetlets) — маленькі шкоти, що йдуть від лат до блоків, закріплених на тросах, які в свою чергу проходять через юферс (euphroe) — довгий дерев'яний брусок з отворами. Це уможливлює підтримувати рівномірний натяг кожного полотнища вітрила.